# روبرت هوستون (سياسي)
روبرت هوستون (بالإنجليزية: Robert Morrow Houston)‏ هو سياسي نيوزلندي، ولد في 1842 بمقاطعة داون في المملكة المتحدة، وتوفي في 27 سبتمبر 1912 في نيوزيلندا. حزبياً، نشط في الحزب الليبيرالي النيوزيلندي. وقد انتخب عضو مجلس النواب نيوزيلندا.